# سیارک ۲۰۲۹۸
سیارک ۲۰۲۹۸ (به انگلیسی: 20298 Gordonsu، نامگذاری:1998FW77) بیست هزار و دویست و نود و هشتمین سیارک کشف شده‌است که در ۲۴ مارس ۱۹۹۸ کشف شد.
قدر مطلق سیارک برابر ۱۳.۵ است.